# Javier Gutiérrez
Javier Gutiérrez Álvarez (Luanco, Gozón, 17 de janeiro de 1971) é um ator espanhol. Ganhou o Prêmio Goya de melhor ator em 2015 e 2018, pelo seu papel nos filmes La isla mínima e El autor, respectivamente.